# فانيا جعفروفيتش
فانيا جعفروفيتش هو لاعب كرة قدم بوسني في مركز الدفاع، ولد في 19 مارس 1983 في Brod, Bosnia and Herzegovina ‏ في البوسنة والهرسك. لعب مع نادي بيروي ستارا زاغورا ونادي سيغيستا ونادي لوكوموتيف صوفيا.

## وصلات خارجية
- فانيا جعفروفيتش على موقع قاعدة بيانات كرة القدم.إي يو (الإنجليزية)
- فانيا جعفروفيتش على موقع Soccerway.com (الإنجليزية)
- فانيا جعفروفيتش على موقع IMDb (الإنجليزية)